# Отфон
Отфон (фр. Hautefond) насеље је и општина у источном делу централне Француске у региону Бургоња, у департману Саона и Лоара која припада префектури Шарол.
По подацима из 2011. године у општини је живело 211 становника, а густина насељености је износила 15,49 становника/km². Општина се простире на површини од 13,62 km². Налази се на средњој надморској висини од 242 метара (максималној 338 m, а минималној 243 m).

## Демографија
| 1962. | 1968. | 1975. | 1982. | 1990. | 1999. | 2011. |
| ----- | ----- | ----- | ----- | ----- | ----- | ----- |
| 181   | 177   | 168   | 175   | 186   | 227   | 211   |

График промене броја становника у току последњих година